# والتر هيمبل
والتر هيمبل (12 أغسطس 1887 في ألمانيا - 10 يناير 1940 في ألمانيا) هو لاعب كرة قدم ألماني في مركز الدفاع، شارك في الألعاب الأولمبية الصيفية 1912. وشارك مع منتخب ألمانيا لكرة القدم. أما مع النوادي، فقد لعب مع .

## وصلات خارجية
- والتر هيمبل على موقع قاعدة بيانات كرة القدم.إي يو (الإنجليزية)
- والتر هيمبل على موقع بيانات كرة القدم. دي إي (الألمانية)
- والتر هيمبل على موقع ناشيونال فوتبول تيمز (الإنجليزية)
- والتر هيمبل على موقع عالم كرة القدم.نت (الإنجليزية)
- والتر هيمبل على موقع أوليمبيديا (الإنجليزية)